# Hipótesis del tiempo fantasma
La hipótesis del tiempo fantasma es una teoría conspirativa pseudohistórica afirmada por Heribert Illig. Publicada por primera vez en 1991, plantea la hipótesis de una conspiración del emperador del Sacro Imperio Romano Germánico Otón III, el Papa Silvestre II y posiblemente el emperador bizantino Constantino VII para fabricar el sistema de datación Anno Domini retroactivamente, para ubicarlos en el año especial del año 1000 d. C., y para reescribir la historia con el objetivo de legitimar el reclamo de Otto sobre el Sacro Imperio Romano Germánico. Illig creía que esto se logró mediante la alteración, tergiversación y falsificación de pruebas documentales y físicas. Según este escenario, todo el período carolingio, incluida la figura de Carlomagno, es una fabricación, con un "tiempo fantasma" de 297 años (614-911 d. C.) agregado a la Alta Edad Media.
La evidencia contradice la hipótesis y no ha logrado obtener el apoyo de los historiadores.

## Heribert Illig
Illig nació en 1947 en Vohenstrauß, Baviera. Participó activamente en una asociación dedicada a Immanuel Velikovsky, el catastrofismo y el revisionismo histórico, la Gesellschaft zur Rekonstruktion der Menschheits- und Naturgeschichte (Sociedad para la Reconstrucción de la Historia Humana y Natural). De 1989 a 1994 fue editor de la revista Vorzeit-Frühzeit-Gegenwart (en español: Pasado y presente reciente). Desde 1995, ha trabajado como editor y autor en su propia editorial, Mantis-Verlag, y ha publicado su propia revista, Zeitensprünge (Saltos en el tiempo). Fuera de sus publicaciones relacionadas con la cronología revisada, ha editado las obras de Egon Friedell.
Antes de centrarse en el período medieval temprano, Illig publicó varias propuestas de cronologías revisadas de la prehistoria y del Antiguo Egipto. Sus propuestas recibieron una cobertura destacada en los medios populares alemanes en la década de 1990. Su Das erfundene Mittelalter de 1996 (Las edades médias inventadas) también recibió recensiones académicas, pero los historiadores lo rechazaron universalmente como fundamentalmente cuestionable. En 1997, la revista Ethik und Sozialwissenschaften (Ética y Ciencias Sociales) ofreció una plataforma para la discusión crítica de la propuesta de Illig, con varios historiadores comentando sobre las diversas perspectivas presentadas en la hipótesis de Illig. Después de 1997, hubo poca recepción académica de las ideas de Illig, aunque continuaron siendo presentadas como pseudohistoria en los medios de comunicación populares de Alemania. Illig continuó publicando sobre la "hipótesis del tiempo fantasma" hasta al menos 2013. También en 2013, publicó sobre un tema no relacionado con la historia del arte, sobre el maestro del Renacimiento alemán Anton Pilgram, pero nuevamente proponiendo revisiones a la cronología convencional y abogando por la abolición de la categoría histórica del arte del manierismo.

## Afirmaciones
Las afirmaciones de Illig incluyen:
- Que existe una escasez de evidencia arqueológica que pueda fecharse de manera confiable en el período de tiempo entre los años 614-911 d. C.
- Que los métodos de datación utilizados para periodos tan recientes, como son la radiometría y dendrocronología, son inexactos.
- Que los historiadores medievales confían demasiado en las fuentes escritas.
- Que la presencia de la arquitectura románica en la Europa occidental del siglo X sugiere que la era romana no fue tan lejana como se piensa convencionalmente.
- Que en el momento de la introducción del calendario gregoriano en 1582 d. C., debería haber una discrepancia de trece días entre el calendario juliano y el calendario real (o tropical), cuando los astrónomos y matemáticos que trabajaban para el Papa Gregorio XIII descubrieron que el calendario civil necesitaba ser ajustado por sólo diez días. A partir de esto, Illig concluye que la era AD había contado aproximadamente con tres siglos que nunca existieron.

## Refutación
- Las observaciones en astronomía antigua, especialmente las de eclipses solares citadas por fuentes europeas antes del 600 d. C. (cuando supuestamente el tiempo fantasma habría distorsionado la cronología), concuerdan con la cronología habitual y no con la de Illig. Además de varios otros que quizás son demasiado vagos para refutar la hipótesis del tiempo fantasma, dos en particular están fechados con suficiente precisión para cuestionar la hipótesis. Uno es informado por Plinio el Viejo en el 59 d. C. Esta fecha tiene un eclipse confirmado. Además, las observaciones durante la dinastía Tang en China y el cometa Halley, por ejemplo, son consistentes con la astronomía actual sin agregar "tiempo fantasma".[11][2]
- Los restos arqueológicos y los métodos de datación como la dendrocronología (datación de anillos de árboles) refutan, en lugar de apoyar, el "tiempo fantasma".[12]
- La reforma gregoriana nunca pretendió alinear el calendario con el calendario juliano tal y como existía en el momento de su institución en el 45 a. C., sino tal y como existía en el 325 d. C., la época del Concilio de Nicea, que había establecido un método para determinar la fecha del Domingo de Resurrección fijando el equinoccio vernal en el 21 de marzo en el calendario juliano. En 1582, el equinoccio astronómico se producía el 10 de marzo en el calendario juliano, pero la Pascua se seguía calculando a partir de un equinoccio nominal el 21 de marzo. En el año 45 a. C. el equinoccio vernal astronómico tenía lugar alrededor del 23 de marzo. Los "tres siglos que faltan" de Illig corresponden, pues, a los 369 años transcurridos entre la institución del calendario juliano en el 45 a. C. y la fijación de la fecha de Pascua en el Concilio de Nicea en el 325 d. C.[3]
- Si Carlomagno y la dinastía carolingia fueron fabricados, tendría que haber una fabricación correspondiente de la historia del resto de Europa durante la misma época, incluida la Inglaterra anglosajona, el papado y el imperio bizantino. El período del "tiempo fantasma" también abarca la vida de Mahoma y la expansión islámica en las áreas del antiguo Imperio Romano Occidental, incluida la conquista de la península ibérica visigoda . Esta historia también tendría que ser falsificada o drásticamente desajustada. También habría que conciliarlo con la historia de la dinastía Tang de China y su contacto con el mundo islámico, como en la Batalla de Talas.[2][4]

## Literatura complementaria
- Illig, Heribert: Enthält das frühe Mittelalter erfundene Zeit? y discusión posterior, en: Ethik und Sozialwissenschaften 8 (1997), pp. 481–520.
- Schieffer, Rudolf: Ein Mittelalter ohne Karl den Großen, oder: Die Antworten sind jetzt einfach, en: Geschichte in Wissenschaft und Unterricht 48 (1997), pp. 611–17.
- Matthiesen, Stephan: Erfundenes Mittelalter – fruchtlose These!, en: Skeptiker 2 (2002).